# Pokémon GO
Pokémon GO es un videojuego de realidad aumentada basado en la ubicación desarrollado por Niantic y recientemente adquirido por Scopely,y este ha sido publicado por The Pokémon Company para dispositivos iOS y Android. Es un videojuego gratuito pero contiene microtransacciones. El juego consiste en buscar y capturar personajes de la saga Pokémon que aparecen en ubicaciones del mundo real y luchar con ellos enfrentándose a personas reales o contra bots, lo que implica desplazarse físicamente por las calles de la ciudad para progresar. La aplicación comporta un elemento de interacción social, ya que promueve reuniones físicas de los usuarios en distintas ubicaciones de sus poblaciones y bosques, entre otros.

## Modo de juego
El videojuego requiere que el jugador recorra las calles de su ciudad para descubrir toda clase de Pokémones, cuyas distintas especies aparecen dependiendo de la zona visitada y del clima de la zona. Las calles del mundo real aparecen representadas en Pokémon GO en forma de mapa, que muestra el lugar donde se encuentra el jugador. Además, los mapas de Pokémon GO integran diferentes Pokeparadas que permiten conocer museos, instalaciones artísticas, monumentos y lugares históricos, etc.
Utiliza la realidad aumentada y de acuerdo con el concepto original, los entrenadores podrán capturar Pokémon hasta completar una colección. Otro objetivo es adiestrarlos para que ganen batallas frente a otros Pokemones. Haciendo uso del GPS del teléfono, la app le avisará con una vibración y una luz intermitente cuando el usuario se encuentre cerca de un Pokémon. También hace uso de monedas llamadas pokemonedas, las cuales pueden ser intercambiadas por elementos cosméticos y de utilidad.
Cuando el jugador o entrenador Pokémon enciende la cámara de su teléfono, se puede encontrar con una imagen virtual de un Pokémon, superpuesta sobre la escena real tras la lente. Para capturar las criaturas, se utilizan pokebolas. Esta es una de las características por la que se considera que el juego se basa en la realidad aumentada, ya que permite ver la realidad mezclada con elementos de ficción a través de un teléfono inteligente.
Por lo general, los gimnasios de pokémon se encuentran en lugares accesibles para los jugadores de Pokémon GO.

### Mecánica
En la pantalla principal se muestra el mapa del lugar donde se encuentre el jugador, en donde se pueden distinguir calles, plazas y espejos de agua, el lugar en donde se encuentra el jugador es representado por un avatar, el cual puede ser masculino o femenino, personalizable en el menú perfil de usuario, acompañado por el pokémon asignado como compañero si se lo alimentó previamente (3 veces). También aparecerán las Poképaradas y Gimnasios cercanos, y diversos pokémon salvajes que pueden ser capturados.
Además hay 5 menús:
- El Menú de perfil de usuario, en donde estarán los logros y estadísticas, la lista de amigos (con los que se puede intercambiar pokémon, enviar y recibir regalos, o combatir) y la posibilidad de personalizar el avatar. Junto al menú de perfil aparece el menú de compañero, el cual permitirá asignar un pokémon compañero, ver sus estadísticas y alimentarlo y cuidarlo para ganar amistad y lograr mayor cantidad de caramelos o megaenergía cuando se camine junto a él.
- El menú central el cual se divide en:
  - Pokédex: En donde se registran los pokémon avistados y capturados, con descripciones de cada uno.
  - Pokémon: En donde se encuentran todos los pokémon capturados, en donde se pueden consultar sus estadísticas, modificar sus ataques y nivel, evolucionarlos o megaevolucionarlos, o transferirlos al laboratorio (sin posibilidad de hacerlos regresar). Además en otro apartado, se encuentran los huevos pokémon acumulados, los cuales pueden ser incubados, eclosionando a medida de la distancia caminada.
  - Tienda: en donde con las pokémonedas se pueden conseguir los diferentes ítems del juego, elementos para personalizar el avatar, o comprar pokemonedas con dinero real.
  - Bolsa: en donde se alojan los ítems recolectados o comprados hasta su uso.
  - Combatir: Aquí se puede luchar contra otros usuarios en tres ligas dependiendo de los PC (puntos de combate) de cada Pokémon (sub 1500, sub 2500 o sin límite), además de participar en ligas especiales de eventos.
  - Noticias y configuración del juego.
- El menú de proximidad, el cual indica que pokémon hay en cercanías del usuario y las incursiones más cercanas. En caso de que el pokémon cercano aun no haya sido avistado, solo se verá su silueta.
- El menú de investigaciones, en donde se pueden ver tres tipos de investigaciones: Diarias, Especiales y de Eventos. Las investigaciones se completan haciendo los requisitos que estas pidan, dando como recompensa ítems y pokémon.
- El menú de clima, el cual coincide con el clima en el mundo real, indicando que tipos de pokémon se verán beneficiados.

### Captura de pokémon
Al tocar un pokémon salvaje, o ganar una incursión o duelo especial, se abrirá una pantalla en donde aparecerá el pokémon a atrapar haciéndole frente al usuario. Con un interruptor se puede activar la realidad aumentada o cambiar a la vista genérica, que siempre es una pradera. 
Frente al pokémon estará la poke ball o pokebola con la que se intentará atrapar al mismo, la cual puede ser la clásica roja y blanca, la super ball o superbola (blanca y azul con adornos rojos), la ultra ball o ultrabola (blanca y negra con adornos amarillos) o la honor ball u honorbola (totalmente blanca, la cual se usa para atrapar pokémon de incursiones o rescatados del Team Rocket). La efectividad de captura aumenta usando super balls o ultra balls, siendo estas últimas las más efectivas. Para lanzar la Poké Ball, el usuario debe tocar y deslizar la misma hacia el pokémon, en forma recta o curva, siendo esta última más efectiva. Dependiendo de como se tire la Poké Ball/Pokébola, el lanzamiento puede ser normal, bueno, genial o excelente, el calificativo aumentara los puntos de experiencia del usuario. El pokémon puede escaparse de la Poké Ball/Pokébola dependiendo de la dificultad de captura, indicada con círculos de colores cuando se arroja la Poké Ball/Pokébola (el círculo verde indica captura fácil y mientras mas rojizo mas difícil sera de capturar), e incluso, puede rechazar la Poké Ball con algún ataque, o bien, escaparse definitivamente de la captura huyendo de la pantalla.
Para aumentar la efectividad, se le pueden dar bayas al pokémon: las bayas Frambu (normales y doradas), aumentan la afinidad del pokémon a la captura, las Latano o Látano hacen menos inquieto al pokémon, y las Pinia (normales y plateadas) duplican la cantidad de caramelos que se obtendrán con la captura). Solo se puede dar una baya a la vez y se arrojan en línea recta hacia el pokémon
Si el compañero pokémon del usuario tiene la amistad aumentada, es capaz de devolver la Poké Ball que el pokémon a capturar devuelve.
Tras ser capturado, el pokémon aparecerá en la lista de pokémon capturados.

### Pokemoneda
Una pokemoneda es una moneda virtual que se utiliza en el juego de realidad aumentada Pokémon GO, y algunos otros juegos de Pokémon.
Este juego es una de las aplicaciones informáticas más descargadas en 2016. Las monedas para jugar son de acceso gratuito o se pueden comprar. Con las pokemonedas se puede comprar Poké Ball, incienso, huevo suerte, módulo señuelo en Hispanoamérica o módulo cebo en España (glaciar, musgoso y magnético), incubadora y superincubadora, pases de combate prémium y de incursión remota, pokocho, trozos estrella, pociones y revivir máximos, aumento de espacio (objetos y Pokémon) y medallón de equipos.
Se entregan diez pokemonedas de forma gratuita cada 2.5 horas por cada gimnasio defendidos, hasta un máximo de diez gimnasios. La aplicación informática Pokémon Go causó un impacto en el mercado bursátil de Tokio en junio de 2016, cuando las acciones de Nintendo dueña de licencia de Pokémon subieron un 86%, lo que significa un aumento de 17.000 millones de dólares. La moneda virtual ha sido definida en 2012 por el Banco Central Europeo como "un tipo de dinero digital no regulado, el cual es emitido y generalmente controlado por sus desarrolladores, y usado y aceptado entre los miembros de una determinada comunidad virtual".
La empresa Apple calcula el aumento de facturación en 2017 gracias a las crecientes ventas de pokemonedas.

### Caramelos y polvo estelar /polvo estrella
Los caramelos sirven para evolucionar los pokémon en el juego. Es otra faceta importante y funcionan de la siguiente manera: cuando se atrapa un Pokémon, nos da tres caramelos (si no se le da alguna baya pinia/pinia plateada) (de ese pokémon específico), 5 si se trata de la siguiente evolución o diez si se encuentra en su máximo estado evolutivo. También se pueden obtener caramelos en los huevos de Pokémon, cuando un pokémon se transfiere o teniendo un compañero pokémon con el que se camina una cierta distancia.
Junto con el polvo estelar/estrella, los caramelos permiten al jugador subir de nivel a un pokémon. Se necesitan muchos caramelos para evolucionar a cada Pokémon a su siguiente estado.
El polvo estelar en España o polvo estrella en Hispanoamérica sirve para subir de nivel (PC) de un Pokémon; las maneras de conseguirlo son varias, ya sea capturando pokémon, dándoles bayas en gimnasios, ganando incursiones, completando ciertas investigaciones de campo o eclosionando huevos.

### Gimnasios

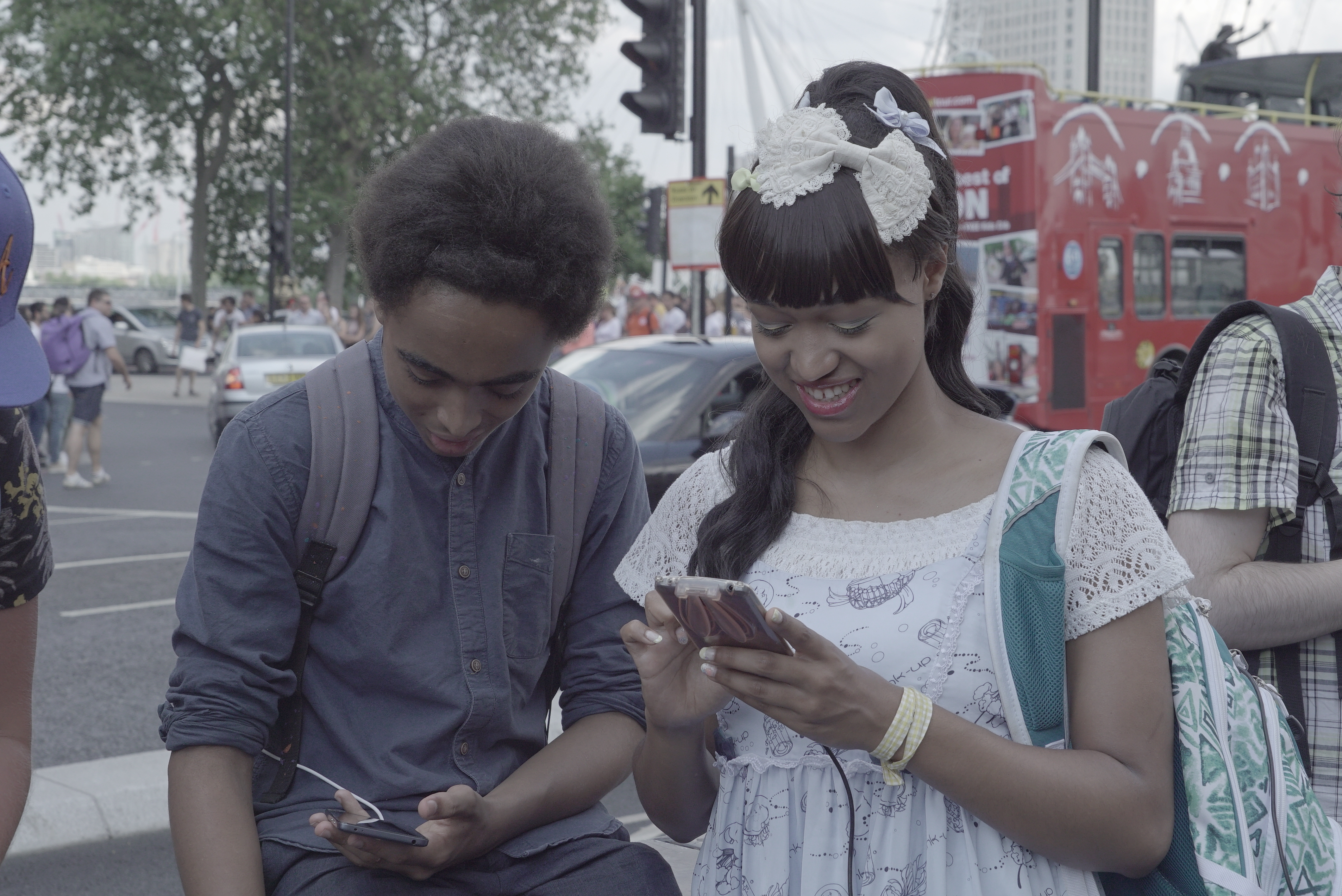
Jugadores reunidos en una Plaza; un parque ubicado en Londres, Reino Unido.

Un gimnasio de Pokémon GO, es un lugar virtual al que se puede acudir de manera presencial para combatir, asignar un Pokémon o realizar una incursión en el juego de realidad aumentada Pokémon GO. Asimismo, se puede defender un gimnasio a distancia cuando se tiene un Pokémon asignado, a través de bayas y ahora también se puede combatir jugador vs jugador.

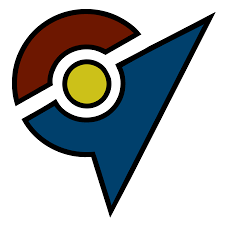
Icono de un gimnasio Pokémon.

Estos lugares, en la vida real son espacios como: plazas, parques, grafitis y monumentos. En estos lugares es donde se juntan los jugadores, se acercan en un rango y se generan combates. Para combatir se seleccionan seis Pokémon y se enfrentan contra los Pokémon de otros jugadores o contra un jefe en el modo incursión. Los gimnasios Pokémon lucen como torres elevadas que pueden verse en el mapa del dispositivo.
Los combates pueden ser simultáneos con otros jugadores. El ganador podrá recibir: puntos de experiencia, además de la posibilidad de recibir pokemonedas; se entrega una pokemoneda de cada 10 minutos por cada gimnasio defendido, hasta un máximo de cincuenta pokemonedas y diez gimnasios por día. Las pokemonedas no son entregadas hasta que el Pókemon deje de defender el gimnasio.
Anteriormente cada vez que un jugador defendía un Gimnasio de Pokémon GO, iba subiendo el prestigio y el nivel del mismo y se cobraban las pokemonedas cuando el jugador lo decidía, pero solo una vez cada 23 horas y 10 monedas por pokémon asignado en gimnasio. Es el creador del juego, la empresa Niantic, Inc., la que determina qué lugares son más atractivos para jugar y establecer gimnasios.
En sus primeras versiones, los gimnasios permitían colocar a un mismo pokémon varias veces (1 por persona) hasta un máximo de 10 (nivel alcanzando mediante el entrenamiento en los gimnasios), por lo que no era raro ver 10 Snorlax o Blissey defendiendo uno indefinidamente. Debido a la gran defensa y vida de esos pokémon, y que existían gimnasios que eran literalmente imbatibles, se cambió el sistema totalmente. Ahora en cada gimnasio solo puede haber 1 pokémon de cada (si alguien pone a Snorlax el resto del mismo equipo ya no pueden poner ese mismo pokémon) para dar más variedad a estos. También se cambió el máximo de pokémon a 6 (no es aumentable como anteriormente), además de tener un medidor de motivación basado es sus PC (Puntos de combate)
Cuando colocamos un pokémon en un gimnasio, aparecerá con el 95% de sus PC, que podremos aumentar al 100% dándole una baya. Cuando vaya pasando el tiempo su motivación irá bajando (a más PC más rápido descenderá, para dar oportunidad a jugadores de menor nivel de derrotar a ese pokémon), también perderá motivación si le derrotan en un combate. Por lo que cuando el medidor de motivación llega a rojo, el próximo combate que pierda le hará regresar a su dueño (o si llega a 0 sin ser atacado). Para mantener más tiempo a nuestro Pokémon en el gimnasio, deberemos alimentarle con bayas, pero cuidado, una sola persona no podrá mantener a su pokémon, ya que según lo alimentemos, el efecto de recuperación disminuirá en un 50%, hasta el punto de que las bayas solo subirán 1PC cada una. Para ello necesitaremos que alguien de nuestro equipo lo alimente (pues ese "debuff" de alimentación es individual).

### Pokeparadas

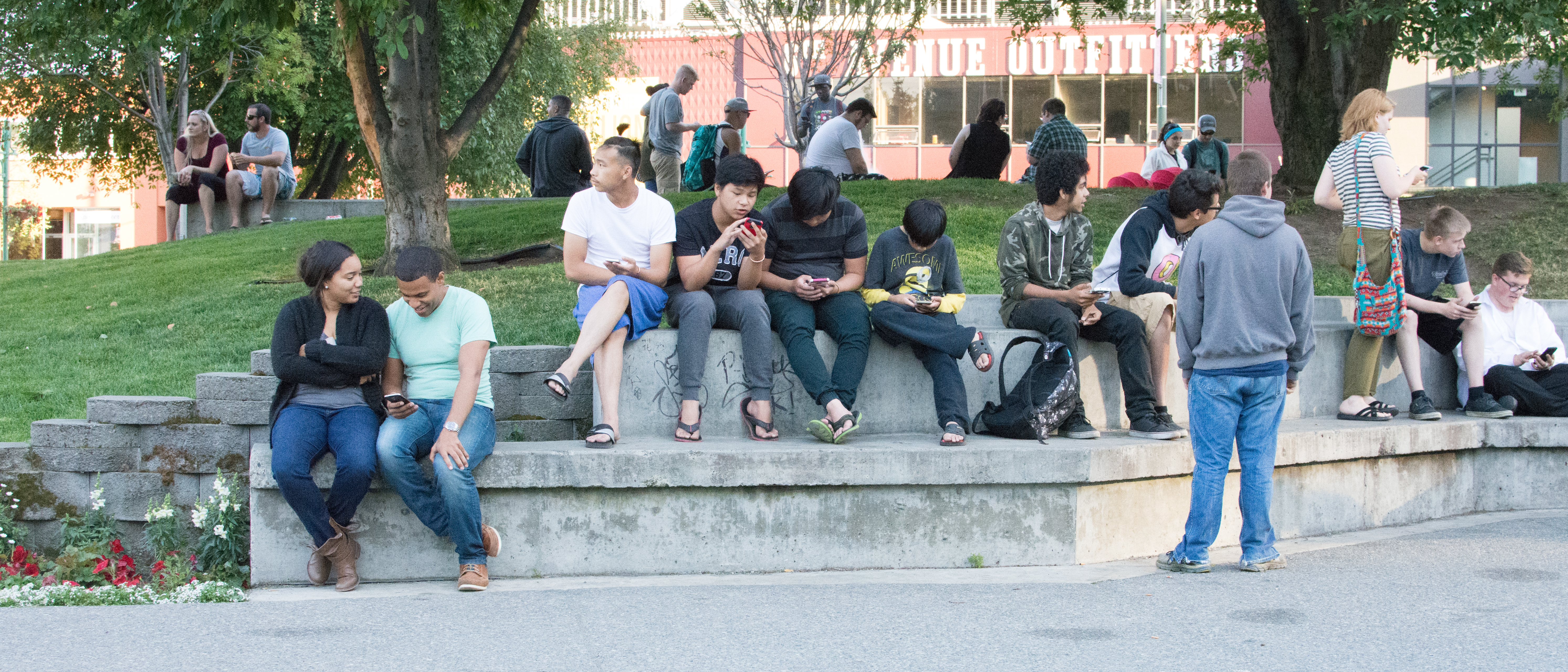
Jugadores reunidos en una pokeparada; un parque local ubicado en Anchorage, Alaska.

Una pokeparada es un lugar físico real donde se encuentran los usuarios del juego de realidad aumentada Pokémon Go.
Estos lugares son espacios públicos como: plazas, muros con grafitis, fuentes y monumentos. La idea que promueve el juego Pokémon GO es que el usuario se mueva por su entorno, descubriendo nuevos sitios y además buscando nuevos Pokémon. En las pokeparadas el jugador puede usar los llamados «lure modules (módulo señuelo en Hispanoamérica o módulo cebo en España)», cualquier usuario puede colocarlos y beneficiar a todos los jugadores de la zona. Con los módulos señuelo/cebo se atrae a los pokémon más cercanos incluso a los de mayor rareza, durante treinta minutos. En estas los jugadores obtendrán recompensas como: pociones, huevos de Pokémon, objetos para revivir pokémon, bayas y variedades de pokebolas. Para usar las pokeparadas tenemos que estar en un rango circular. La disponibilidad del lugar se muestra con el color turquesa en el teléfono móvil y con el color violeta cuando ya fue utilizada. Cuando la pokeparada ya fue usada el jugador deberá esperar cinco minutos a que cambie a turquesa nuevamente.
Las pokeparadas son, junto con los gimnasios, puntos de interés estratégico en el juego. Son lugares para obtener recompensas y distintos objetos de manera gratuita para así poder progresar en el juego.
Las pokeparadas coinciden con los puntos que hay en el juego Ingress de la misma empresa Niantic, Inc.

### Accesorios

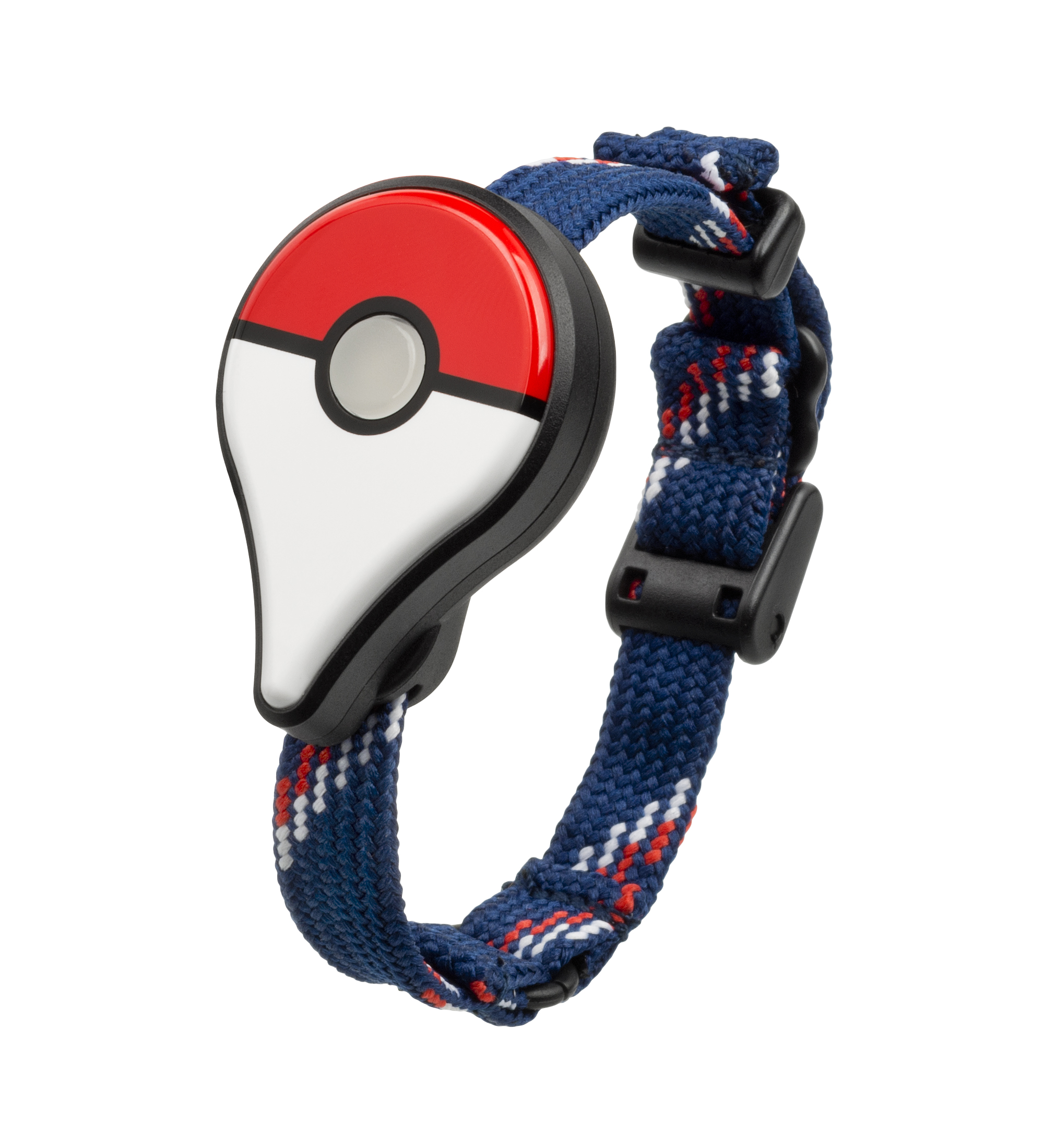
La Pokémon Go Plus.

El juego permite el uso del accesorio Pokémon GO Plus, una pulsera que se vende por separado. Se conecta al teléfono inteligente mediante Bluetooth, permitiendo acciones simples relacionadas con el juego, como avisar de Pokémon cercanos o capturarlos. La decisión de crear la pulsera en lugar de una aplicación para relojes inteligentes es para buscar una mayor aceptación por parte del público para los que el precio de un reloj inteligente fuese prohibitivo. Tras el lanzamiento de Pokémon Let's Go, salió un nuevo accesorio para Pokémon Go, la Poké Ball Plus. Este nuevo accesorio tiene el mismo funcionamiento que la Pokémon Go Plus, con la particularidad de su forma, ya que parece una Poké Ball. Además este complemento puede ser usado en el videojuego de la consola a modo de Joy-Con.

## Especies Pokémon
Actualmente hay representadas 824 especies de Pokémon, incluyendo formas regionales:
- Los 151 originales de la primera generación (Kanto), incluyendo las formas regionales de Alola, Galar, Hisui y  Tauros de Paldea
- Los 100 de la segunda generación (Johto), incluyendo las formas regionales de Galar (excepto Corsola), Hisui y Paldea.
- 135 de la tercera generación (Hoenn), incluyendo las formas regionales de Galar.
- 104 de la cuarta generación (Sinnoh, faltan Phione, Manaphy y Arceus)
- 154 de la quinta generación (Unova/Teselia),  incluyendo las formas regionales de Galar y Hisui.
- 62 de la sexta generación (Kalos), incluyendo las formas regionales de Hisui.
- 77 de la séptima generación de Alola, más 2 de origen desconocido (Meltan y Melmetal) e incluyendo la forma regional de Hisui.
- 32 de la octava generación, (Galar).
- 6 de Octava generación de Hisui.[35]
- 42 de la novena generación.

Como particularidad, los pokémon con formas distintas no pueden cambiar la misma a otra forma o volver a la normalidad (por ejemplo, las formas cerrada y abierta de Cherrim son consideradas dos pokémon distintos dentro de la misma especie). La única transformación reversible hasta el momento es la Megaevolución, disponible desde 2019 para ciertos pokémon:
- Venusaur
- Charizard
- Blastoise
- Beedrill
- Pidgeot
- Gengar
- Gyarados
- Ampharos
- Steelix
- Houndoom
- Sceptile
- Blaziken
- Swampert
- Aggron
- Manectric
- Altaria
- Glalie
- Absol
- Lopunny
- Abomasnow
- Scizor
- Alakazam

En el caso de Charizard, puede megaevolucionar en MegaCharizard X o MegaCharizard Y, sin posibilidad de cambiar el tipo de megaevolución una vez que logra el cambio por primera vez.
Para lograr las megaevoluciones, el jugador debe recolectar Megaenergía específica de cada pokémon, la cual se puede obtener de Megaincursiones, investigaciones especiales, por medio de caminar con el pokémon involucrado (siempre y cuando ya haya megaevolucionado) o atrapar pokémon de la línea evolutiva del pokémon implicado siempre y cuando este último este en su forma megaevolucionada. La cantidad de megaenergía requerida para megaevolucionar depende de si el pokémon megaevolucionó alguna vez, siendo de 100 o 200 unidades de megaenergía para lograr el cambio por primera vez, y 40 o 20 unidades si el pokémon ya megaevolucionó en algún momento, dependiendo también de la especie (solo Beedrill y Pidgeot requieren 100 y 20 unidades para cambiar)

## Desarrollo
La idea fue concebida en 2014 por Satoru Iwata de Nintendo y Tsunekazu Ishihara de The Pokémon Company como una colaboración con Google para April Fools’ Day llamada Pokémon Challenge, con Tatsuo Nomura de Google Maps, quien acabaría convirtiéndose en jefe de proyectos en Niantic, como líder del proyecto. En 2015, Ishihara dedicó el anuncio del juego a Iwata, fallecido dos meses antes.

### Pokémon Challenge
El 1 de abril de 2013, el concepto de Pokémon GO nació como una broma del día de los inocentes. Pokémon Company en colaboración con Google Maps anunció la posibilidad de buscar Pokémon por Google Maps alrededor del mundo con el fin de capturar a los 720. Bastaba con recorrer los mapas buscando en biomas similares a los del Pokémon que se quisiera capturar. Esta broma concluyó el 2 de abril de 2013, sin embargo al ver la respuesta que tuvo por parte de los usuarios, fungió como base para el desarrollo del juego Pokémon GO.[cita requerida]

### Beta-Betatester
El 4 de marzo de 2016, Niantic anunció una beta en la cual se le dio el derecho a 100 jugadores a probar el juego antes de su salida. Esos jugadores gracias a su prueba y a su corrección de errores se les otorgó el derecho a tener un botón propio del juego para poder meter pokemón en los gimnasios sin necesidad de moverse de casa.

### 1.0/0.29.0
Las primeras versiones oficiales del videojuego tras el lanzamiento oficial, 1.0 (iOS) o 0.20.0 (Android), sufren de fallos conocidos, como un fuerte consumo de batería, localización incorrecta a causa de imprecisión del GPS, audio distorsionado, el progreso del entrenador Pokémon reseteado o varios conflictos con los ítems.

## Lanzamiento

Fecha de lanzamiento por país o región.

Pokémon GO se ha lanzado al mercado internacional de forma escalonada entre los diversos países, debido al profundo éxito y el intento de evitar la saturación inicial de los servidores, objetivo que finalmente la compañía desarrolladora no pudo evitar.
El juego fue lanzado oficialmente en Estados Unidos, Australia y Nueva Zelanda el 6 de julio de 2016. El 13 de julio de 2016 en Alemania y Bélgica (zona alemana). El 14 de julio de 2016 en Reino Unido. El 15 de julio de 2016 en España, Portugal e Italia. El 16 de julio de 2016 en Bélgica (zona francesa), Bulgaria, Eslovenia, Groenlandia, Irlanda, Grecia, Polonia, Suecia, República Checa, Suiza, Holanda, Finlandia, Islandia, Luxemburgo, Austria, Rumania, Croacia, Dinamarca, Chipre, Estonia, Hungría, Lituania, Noruega, Letonia, Eslovaquia, Malta. El 17 de julio de 2016 en Canadá. El 19 de julio de 2016 en Puerto Rico. El 22 de julio de 2016 en Japón. El 24 de julio de 2016 en Francia. El 25 de julio de 2016 en Hong Kong. El 3 de agosto de 2016 en toda América Latina. El 6 de agosto de 2016 en Brunéi, Camboya, Estados Federados de Micronesia, Fiyi, Filipinas, Indonesia, Islas Salomón, Laos, Malasia, Palaos, Papúa Nueva Guinea, Singapur, Tailandia, Taiwán y Vietnam. El 29 de septiembre de 2016 en Albania, Bosnia y Herzegovina, Macao, República de Macedonia (hoy Macedonia del Norte) y Serbia. El 30 de septiembre de 2016 en Kazajistán, Kirguistán, Tayikistán, Turkmenistán, Uzbekistán y Mongolia. El 4 de octubre de 2016 en Kenia, Madagascar, Malaui, Mauricio, Mozambique, Ruanda, Seychelles, Tanzania, Uganda, Zambia, Chad, Gabón, Santo Tomé y Príncipe, Egipto, Marruecos, Botsuana, Namibia, Sudáfrica, Suazilandia, Benín, Burkina Faso, Cabo Verde, Costa de Marfil, Gambia, Ghana, Guinea-Bisáu, Liberia, Mauritania, Níger, Sierra Leona, y Togo. El 17 de noviembre de 2016 en Baréin, Israel, Jordania, Kuwait, Líbano, Omán, Catar, y los Emiratos Árabes Unidos. El 13 de diciembre de 2016 en la India, Pakistán, Nepal, Bután, Sri Lanka y Bangladés. El 23 de enero de 2017 en Corea del Sur.

### Bloqueo
El martes 5 de julio, el mundo virtual conmocionó con el lanzamiento del juego, razón por la cual los entusiastas latinoamericanos descargaron una versión filtrada del juego dado que este se había lanzado originalmente para las áreas de Australia y Nueva Zelanda únicamente. Varias horas después, ya miércoles, las personas que lo habían descargado se encontraron con que el juego ya no funcionaba, la aplicación fue bloqueada a nivel mundial, debido a la sobrecarga de usuarios.
Después de 36 horas de la primera caída del servidor, el juego volvió a funcionar, esta vez para los países correspondientes al lanzamiento únicamente.

### Reacciones
Tras el lanzamiento oficial del juego, millones de personas descargaron la aplicación y notaron que el juego había ubicado muchos de sus gimnasios y paradas virtuales a la entrada de estaciones de policía, iglesias y templos reales, causando diversas opiniones y reacciones.

## Recepción
Tras 25 horas desde su lanzamiento, Pokémon GO se posicionó en el top de iTunes de los Estados Unidos en las categorías de mayores ingresos y juegos gratuitos. Debido a esto, las acciones de la compañía Nintendo han pegado un giro al alza tras varios meses de bajadas. A una semana del estreno las acciones del fabricante japonés de videojuegos Nintendo se han revalorizado un 93.18% desde el lanzamiento el pasado 6 de julio de Pokémon GO y se incrementó en 16000 millones el valor de la multinacional.
Algunos negocios por su parte han sabido cuantificar el éxito de Pokémon GO buscando maneras de atraer más clientes e impulsar su negocio. Los verdaderos ganadores serán los negocios que sepan sacar ventaja de la aplicación y atraer más clientes a sus tiendas. La integración de esta aplicación podría cambiar la manera en la que los clientes interactúan con los negocios.
La aplicación transforma monumentos locales y negocios en gimnasios Pokémon (donde los jugadores entrenan a sus Pokémon y en donde combaten otros equipos) y en Pokeparadas (actualmente hay más de 4.3 millones en todo el mundo), donde los jugadores encuentran accesorios como pokebolas. De este modo promueve que los jugadores salgan a explorar sus alrededores, y los atrae a dichos negocios.
Varios negocios han comenzado a tomar ventaja de esto, uniéndose a la aplicación para identificar si su negocio contiene estos lugares, ofrecer descuentos a jugadores, o comprando el llamado Lure Module, donde se atrae a los pokémon a una pokeparada en particular por 30 minutos
Esto puede ser visto por cualquiera que se encuentre cerca, atrayendo así mayor tráfico en los negocios en momentos cuando no se tenga mucha gente.
Varios negocios se han acercado a Nintendo para preguntar de qué manera se pueden registrar para convertirse en pokeparada o gimnasio Pokémon, lo que representa claramente otra manera de hacer negocio tanto para Nintendo como para los negocios interesados. Desafortunadamente estas localizaciones son predeterminadas por el desarrollador del juego Niantic Labs. En realidad, las pokeparadas y los gimnasios son una parte de todos los portales enviados durante años por jugadores de Ingress para su aprobación como portal del juego Ingress. Desde hace más de un año, Ingress ya no permite enviar más solicitudes de portales. Nintendo no ha hecho ningún comentario oficial acerca de esta maravillosa oportunidad, que ya ha sido explotada en Ingress en forma de portales o ítems especiales (los portales AXA que corresponden con esos establecimientos, los escudos AXA, los powercubes Lawson, los SoftBank Ultralinks, y las cápsulas MUFG).
La fiebre desatada por el juego ha llevado a millones de jugadores a desplazarse por las calles distancias kilométricas. El 16 de julio de 2016 se produjo una gran concentración de personas en Central Park al aparecer el Pokémon Vaporeon.
En Irán el juego de Pokémon GO fue prohibido tras su lanzamiento.

## Combates de Entrenador y Liga de Combates GO
El 13 de diciembre de 2018 Pokémon GO lanzó los Combates de Entrenador, que permitieron por primera vez a los jugadores participar en combates uno a uno utilizando un equipo de 3 Pokémon por persona. Este modo de juego cuenta con diferentes categorías conocidas como ligas, entre las cuales se incluyen:
- Liga Súper Ball/Superbola que admite a todo los Pokémon con un máximo PC de 1,500
- Liga Ultra Ball/Ultrabola que admite a todos los Pokémon con un máximo PC de 2,500
- Liga Master Ball/Masterbola que admite a todos los Pokémon sea cual sea su PC

Esta funcionalidad solo podía ser usada de manera local hasta el 28 de enero de 2020, cuando Niantic anunció el lanzamiento de la Liga de Combates GO, una funcionalidad que ofrece matchmaking para combatir en línea con jugadores aleatorios de todo el mundo. Esta funcionalidad cuentan con "sets", un set equivale a 5 combates, y por cada combate ganado los jugadores pueden recibir una recompensa. Hay un número limitado de sets por día, y las recompensas van mejorando conforme el jugador obtiene más victorias. Entre las recompensas se incluye contenido exclusivo como Pikachu Libre y objetos de avatar.
Este modo de juego propició el desarrollo de una comunidad de jugadores competitivos y a la organización de torneos oficiales por parte de Niantic y The Pokémon Company. Los representantes de Niantic en la región han mencionado que América Latina es una de las zonas con mayor participación en Combates de Entrenador, y las compañías organizan torneos en los que se ofrecen premios como viajes a los Campeonatos Mundiales de Pokémon; en 2023 el mexicano Víctor Rioja se coronó como campeón del Torneo Clasificatorio de Pokémon Go en Ciudad de México celebrado en Los Pinos, por lo que pudo ser uno de los representantes de América Latina en el Campeonato Mundial de Pokémon en Yokohama.

## Controversia

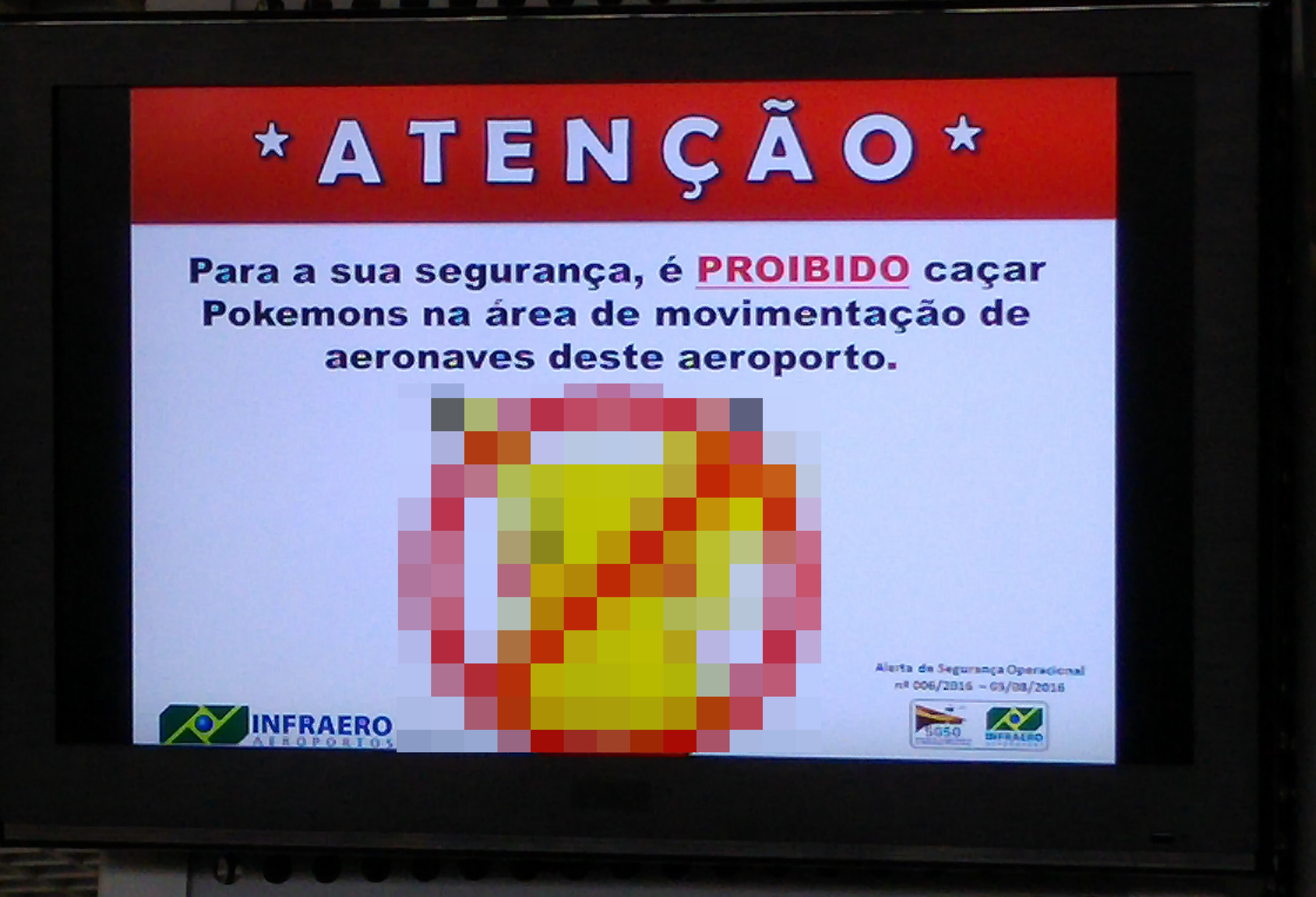
Señal de advertencia del aeropuerto de Foz de Iguazú. (Por su seguridad, la caza de Pokémon está prohibida en el área de movimiento de aeronaves de este aeropuerto).

Apenas unas semanas tras su lanzamiento los usuarios ya se han aventurado a buscar métodos para engañar al juego. Uno de ellos es simular una ubicación diferente a aquella en la que realmente se encuentran, para así capturar Pokémon a los que no podrían acceder de otro modo. Asimismo, se han ideado técnicas para jugar desde el ordenador, facilitando así el acceso a aquellos que carecen de un teléfono compatible con el juego. Esto también permite capturar Pokémon en lugares de difícil acceso bien por motivos de seguridad e integridad personal o bien por tratarse de una propiedad privada.
Cabe destacar que en cuestión económica los usuarios y terceras personas se han beneficiado del impacto de la aplicación. Locales, establecimientos así como terceras personas (vendedores ambulantes, taxistas, etc.) se han beneficiado del gran impacto de la aplicación para generar más recursos económicos.
El impacto de esta aplicación en la comunidad ha sido tal, que programas de televisión se han aprovechado para generar más controversia en cuanto a la seguridad en las calles además de espectadores para dichos programas.

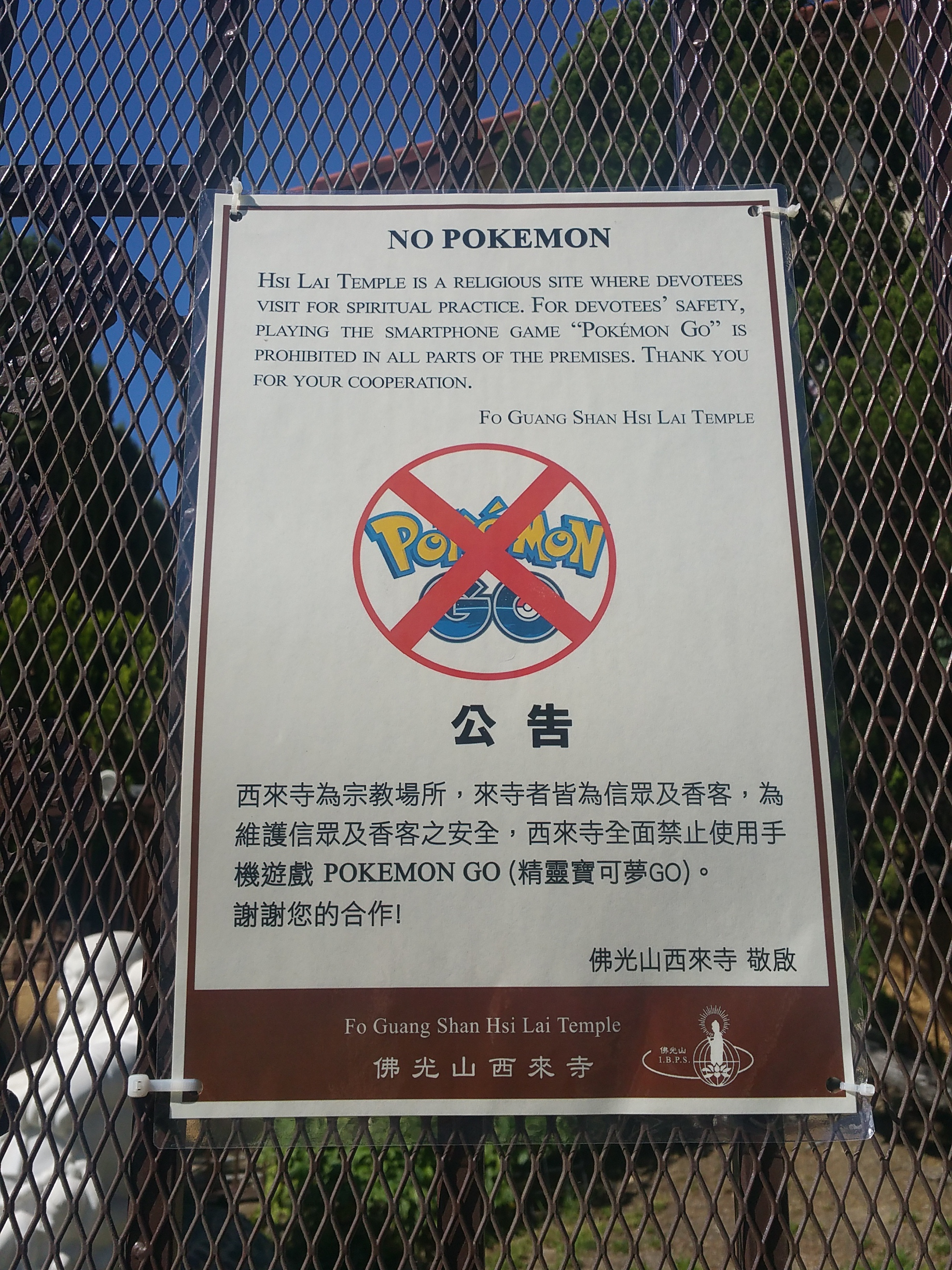
Cartel del Templo Hsi Lai advierte a los visitantes que no jueguen Pokémon Go dentro de los terrenos del templo.

La aplicación fue criticada por usar lugares como cementerios y monumentos conmemorativos como sitios para atrapar Pokémon, incluyendo el Museo Estatal Auschwitz-Birkenau, el Museo Conmemorativo del Holocausto de los Estados Unidos, el Monumento y Museo Nacional del 11 de septiembre el y Museo Memorial de la Paz de Hiroshima. Varias personas También sufrieron diversas lesiones por accidentes relacionados con el juego. En Japón, el primer accidente ocurrió pocas horas después del lanzamiento del juego. La primera muerte en Japón atribuida a Pokémon GO ocurrió a fines de agosto de 2016. Un conductor distraído que jugaba el juego mató a una mujer e hirió gravemente a otra. El granjero de 39 años no notó que las mujeres cruzaban una calle y las golpeó con su camioneta. La mujer murió de un cuello roto. En enero de 2017, el civil chino-estadounidense Jiansheng Chen fue asesinado a tiros mientras jugaba Pokémon Go. El realizador de directos de Twitch Rickeybot fue víctima de un asalto y robo mientras jugaba Pokémon GO y todo fue capturado en su transmisión en vivo. Existe una página web que registra todas las lesiones y muertes atribuidas al juego. Investigadores han estimado que los jugadores de Pokémon GO causaron hasta 7,3 mil millones de dólares en costos en los Estados Unidos en cinco meses a su lanzamiento. Durante la cuarentena que se decretó en Argentina a causa del COVID-19, fue detenido un ciudadano chino que la violó por jugar al juego.

## Pokémon GO y Pokémon Let's GO
El 16 de noviembre de 2018 se lanzó el videojuego Pokémon Let's Go, Pikachu! y Let's Go, Eevee! para la videoconsola Nintendo Switch. Este juego está conectado con Pokémon GO de una manera muy especial, ya que se pueden transferir los Pokémon de la región de Kanto que se atrapen en Pokémon GO a los títulos de Nintendo Switch. Estos Pokémon aparecerán en el GO Park del juego de la consola, donde podremos divertirnos con ellos, corretear y conseguir caramelos.
En Pokémon Let's Go, Pikachu! y Let's Go, Eevee! hay espacio para 1000 Pokémon de la región de Kanto atrapados en Pokémon GO, aunque se deberán atrapar de nuevo en los diferentes GO Park. Para sincronizar ambos juegos, el del móvil y el de la consola, se deberá llegar a la Ciudad Fucsia en Pokémon Let's GO y establecer una conexión Bluetooth entre ambos dispositivos. A partir de ese momento ya podrás transferir los Pokémon entre ambos juegos. No todos los dispositivos móviles son compatibles con esta función.